# McConnellsburg
McConnellsburg é um distrito localizado no estado norte-americano de Pensilvânia, no Condado de Fulton.

## Demografia
Segundo o censo norte-americano de 2000, a sua população era de 1073 habitantes.
Em 2006, foi estimada uma população de 1040, um decréscimo de 33 (-3.1%).

## Geografia
De acordo com o United States Census Bureau tem uma área de
0,9 km², dos quais 0,9 km² cobertos por terra e 0,0 km² cobertos por água. McConnellsburg localiza-se a aproximadamente 272 m acima do nível do mar.

## Localidades na vizinhança
O diagrama seguinte representa as localidades num raio de 32 km ao redor de McConnellsburg.